# بازلاء عطرية
البازلاء العطرية أو البسلى العطرة أو الجلبان العطِر، هو نبات مزهر ينتمي لجنس الجلبان في عائلة البقولية (البقوليات)، موطنه صقلية جنوب إيطاليا وجزر إيجه. 